# Strumenci
Strumenci (starořecky Στρυμονῖται, Strymonitai)  byl jihoslovanský kmen z kmenového svazu Sklavínů, který se usadil v oblasti řeky Strumy (řecky Strymon) ve východních částech historické oblasti Makedonie.
Asi v roce 677 se zúčastnili slovanského obléhání byzantského města Soluně. V  Zázracích svatého Demetria se popisuje, že použili své lehké lodě k nájezdu na pobřeží severního Egejského moře, údajně pronikli dokonce i do moře Marmarského. Možná také pomáhali při arabském vyplenění města v roce 904.